# Rocco Rock
Theodor James „Ted“ Petty (* 1. September 1953 in Middlesex, USA; † 21. September 2002 in New Jersey, USA) war ein US-amerikanischer Wrestler. Bekannt wurde er unter seinem Ringnamen Rocco Rock, mit dem er bei den Promotionen World Championship Wrestling, Extreme Championship Wrestling und der damaligen World Wrestling Federation antrat.

## Karriere

### Sportlicher Hintergrund/Anfänge
Petty war in seiner Jugend begeisterter Boxer und schlug zunächst den Berufsweg eines Profiboxers ein. Ab dem Jahr 1988 wechselte er in das Wrestling über. Seine erste Verpflichtung als Wrestler hatte Petty am 24. Juni 1988, als er bei der American Wrestling Association debütierte. Doch nach diesem Auftritt nahm er sich eine zweijährige Auszeit und schloss sein Studium erfolgreich ab und war zugelassener Ernährungsberater.
Am 2. März 1990 gab Petty in Japan sein Comeback als Wrestler, als er als Cheetah Kid bei einer TV-Show von Big Japan Pro Wrestling teilnahm. Nur einen Tag später nahm er an einer Veranstaltung von Big Japan teil. So war Petty bis zum 23. März 1990 regelmäßig bei Shows von Big Japan und in deren TV-Sendungen zu sehen. Er trat dort oftmals gemeinsam mit Chris Benoit im Tag-Team-Bereich an.

### National Wrestling Alliance/World Wrestling Federation
Ende März 1990 kehrte Petty in die Vereinigten Staaten zurück. Über Big Japan, eine Auslandsorganisation der National Wrestling Alliance, war er mit der NWA in Kontakt genommen. So wurde Petty ab dem 31. März von der NWA-Tochter Tri-State Wrestling Alliance verpflichtet. Auch dort trat er mit dem Ringcharakter des Cheetah Kid an. Bereits am 9. Juni 1990 gewann Petty seinen ersten NWA-Titel, als er seinen Kontrahenten Tom Prichard um den lokalen NWA American Brass Knuckles Title besiegte.
Ende Oktober 1990 wurde Petty von der NWA für zwei Shows in Japan ausgeliehen, die von der Promotion National Wrestling League ausgerichtet wurden. Dort trat Petty unter dem Ringnamen The Cheetah Kid an und konnte dort unter anderem Nikolai Volkoff durch Disqualifikation besiegen. Nach der Rückkehr in die Vereinigten Staaten wurde Petty innerhalb der NWA nun bei deren Tochter World Championship Wrestling eingesetzt. Dort debütierte er am 20. November 1990 als Col. DeKlerk, als er in der TV-Show NWA Clash of the Champions auftrat. Es folgte ein Auftritt bei dem NWA-PPV  NWA Starrcade 1990 und im Anschluss daran verließ Petty die NWA, um in seinem Beruf als Ernährungsberater zu arbeiten.
Am 9. Januar 1993 debütierte Petty unter dem Ringnamen The Cheetah Kid bei einer House Show der World Wrestling Federation. Er besiegte bei diesem Auftritt einen Wrestler, der dort als Johnny Rotten auftrat. Beide stellten fest, dass sie sich vom Ringstil her stark ähnelten. Sie beschlossen, ein gemeinsames Team aufzustellen. Das fiel beiden umso leichter, da sie von der WWF für nur ein Auftritt verpflichtet worden waren.
Für Petty folgte noch am 25. Januar 1993 ein Auftritt bei der WCW, wo er als The Executioner in einem Darkmatch bei WCW Saturday Night einem jungen Wrestler unterlag, der später als Rob Van Dam berühmt wurde.

### Deutschland/Österreich
Petty unterschrieb nun einen Vertrag bei World Wrestling Superstars und diese Verpflichtung führte ihn nun nach Deutschland. Seinen ersten Auftritt hatte er dort am 17. April 1993 in Hanau. Bei dieser Promotion trafen er und Michael Durham aufeinander, da sie dort mit ihren Alter-Egos The Cheetah Kid und Johnny Rotten antraten. Beide tourten mit WWS durch Deutschland und Österreich, wo sie am 14. Juni 1993 ihr Abschlussmatch gaben. Sie beschlossen in die Staaten zurückzukehren und dort als Tag-Team aufzutreten.

### Eastern Championship Wrestling/Extreme Championship Wrestling
Am 18. September 1993 debütierten Durham und Petty bei der zur National Wrestling Alliance gehörenden Promotion Eastern Championship Wrestling. Mit ihren neuen Ringcharakteren „Flyboy“ Rocco Rock und Johnny Grunge bildeten sie nun ein gemeinsames Team, das den Namen Public Enemy trug und nach der gleichnamigen Band benannt war. Ihren ersten Auftritt hatten sie gleichen Tag, als sie aktiv in die Show ECW Ultra Clash eingebunden wurden. In der ECW wurden beide aufgrund ihres risikoreichen und harten Ringstiles gern als brutaltes Tag-Team des modernen Wrestling bezeichnet und waren ein Wegbereiter des späteren Hardcore-Wrestling im Tag-Team-Bereich. So war Public Enemy eines der ersten US-amerikanischen Tag-Teams, das in seinen Matches grundsätzlich Tische und Stühle einsetzte. Ihre ersten Hardcore-Matches hatten Durham und Petty am 1. und 2. Oktober 1993, als sie Teilnehmer des NWA Bloodfest waren.
Bis auf wenige Ausnahmen abgesehen stand Petty vom 18. September 1993 bis zum 5. Januar 1996 bei der ECW unter Vertrag. In dieser Zeit gewannen Durham und Petty insgesamt viermal die ECW World Tag Team Championship.

### World Championship Wrestling/World Wrestling Federation
Nach Auslaufen seines ECW-Vertrages traten Durham und Petty am 15. Januar 1996 als Public Enemy bei World Championship Wrestling an. Dort waren sie Akteure der 20. Ausgabe von Monday Nitro.  Dort waren sie bis  16. August 1998 unter Vertrag. Vereinzelt traten sie in dieser Zeit für wenige Auftritten bei der Century Wrestling Alliance und anderen unabhängigen Promotionen an. In der WCW konnten sie einmal die WCW World Tag Team Championship erringen.
Am 16. Februar 1999 debütierte Public Enemy in der WWF und wurde dort in die kurzlebige Hardcore-Division eingebunden. Nach wenigen Auftritten verließen Durham und Petty die World Wrestling Federation am 30. März 1999 wieder, nachdem sie dem Team Xtreme unterlegen waren.

### National Wrestling Alliance/Independent
Nach ihrem Weggang von der WWF traten Durham und Petty ab dem 17. Juni 1999 wieder in der unabhängigen Wrestlingszene einschließlich der NWA an. So traten sie in der Promotion NWA New England an, die aus der Century Wrestling Alliance gebildet wurde. Auch wurden sie wieder für zahlreiche Auftritte in der WCW gebucht. Am 17. Dezember 1999 debütierten beide in der Hardcore-Promotion Xtreme Pro Wrestling, wo sie in einigen Shows eingebunden wurden. Am 30. Juni 2000 gaben beide ihren Einstand bei der australischen Promotion i-Generation Wrestling, wo beide auch einmal den Tag-Team-Titel erringen konnten.
Nach dem Ende der Wrestlingverbände World Championship Wrestling und Extreme Championship Wrestling und deren Aufkauf durch die World Wrestling Federation nahm Petty zusammen mit Durham am 11. August 2001 an einer einmaligen Veranstaltung der Promotion Main Event Championship Wrestling teil, in deren Rahmen sie die MECW Tag Team Championship erringen konnten.
Am 24. August 2002 hatte Petty in der Promotion Pro Pain Pro Wrestling seinen letzten Einsatz als aktiver Wrestler. Dort war er Teilnehmer der Show 3PW Babes, Belts & Blood.

### Tod und Aufnahme in dieHardcore Hall of Fame
Am 21. September 2002 verstarb Petty auf der Fahrt zu einer Wrestlingveranstaltung an einem Herzinfarkt. Nach dem Tod Pettys wurde in der IWA Mid-South die Show Sweet Science Sixteen in Ted Petty Invitational umbenannt.

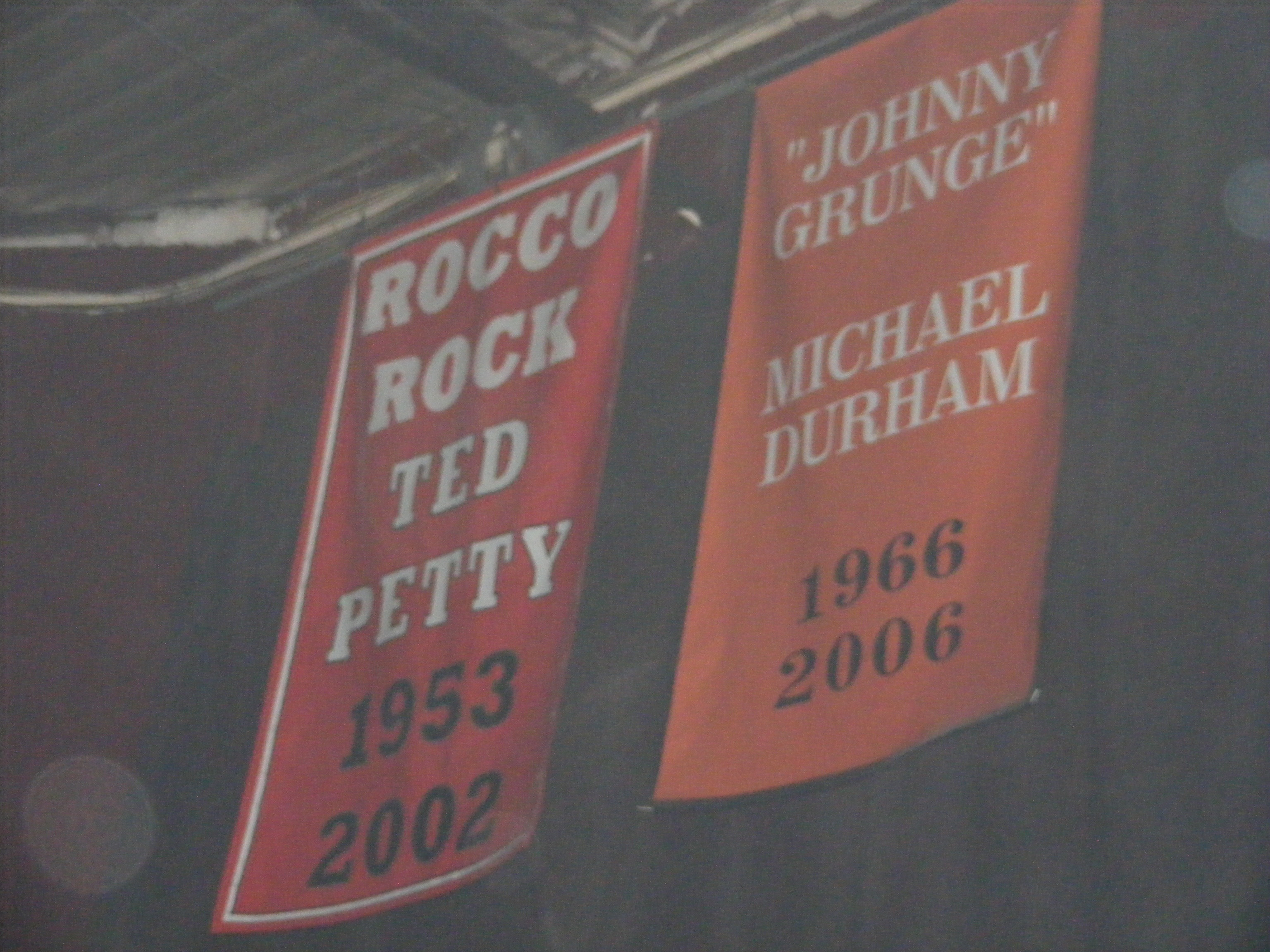
Aufnahme in die Hardcore Hall Of Fame (2002)

Noch 2002 wurde Ted Petty als das erste Mitglied in die unabhängige Hardcore Hall Of Fame aufgenommen.

## Erfolge

### Titel
- Eastern Championship Wrestling/Extreme Championship Wrestling

- 4× ECW Tag Team Champion  mit Johnny Grunge

- National Wrestling Alliance

- 1× NWA World Tag Team Champion  mit Johnny Grunge
- 1× NWA National Tag Team Champion  mit Johnny Grunge

- Tri-State Wrestling Alliance (National Wrestling Alliance)

- 1× Tri-State Brass Knuckles Champion

- Turnbuckle Championship Wrestling (National Wrestling Alliance)

- 1× TCW Tag Team Champion  mit Johnny Grunge

- Century Wrestling Alliance (National Wrestling Alliance)

- 1× CWA Tag Team Champion mit Johnny Grunge

- World Championship Wrestling

- 1× WCW World Tag Team Champion  mit Johnny Grunge

- Main Event Championship Wrestling

- 1× MECW Tag Team Champion  mit Johnny Grunge

- Superstars Of Wrestling

- 2× SOW Tag Team Champion  mit Johnny Grunge

- i-Generation Superstars of Wrestling

- 2× i-Generation SoW Tag Team Champion  mit Johnny Grunge

- Independent Wrestling Association Mid-South

- 1× IWA Heavyweight Champion

### Auszeichnungen
- Cauliflower Alley Club (1995)
- Hardcore Hall of Fame (Class of 2002)
- Pro Wrestling Illustrated

- #457 der 500 bedeutendsten Wrestler (2003)